# Логиновская (Няндомский район)
Логиновская — деревня в Няндомском районе Архангельской области Российской Федерации. Входит в состав Мошинского сельского поселения.

## География
Деревня Логиновская находится на юго-востоке Няндомского района, на западном берегу озера Мошинское, юго-восточнее деревни Макаровская (Ковкольский куст деревень).

## История
До 1929 года деревня входила в состав Мошинской волости Каргопольского уезда Вологодской губернии, затем — в составе Няндомского округа Северного края РСФСР. В 1954 году Ковкольский сельсовет был присоединён к Мошинскому с/с Няндомского района Архангельской области. В 1963—1965 годах деревня входила в состав Коношского сельского района.

## Население
| 2002 | 2010 | 2012 |
| ---- | ---- | ---- |
| 245  | ↘183 | ↘172 |

По данным переписи населения 2010 года в деревне проживало 183 человека. В 2009 году числилось 202 человека, в том числе пенсионеров — 65 чел., детей — 39 человек.

### Карты
- Логинская. Публичная кадастровая карта
- Логинская на карте Wikimapia
- [web.archive.org/web/20050225085926/mapp37.narod.ru/map2/index23.html Топографическая карта P-37-XXIII,XXIV_ Няндома]